# Murang’a
Murang’a, oft auch in der Schreibweise Muranga, ist eine Kleinstadt etwa 70 km nordöstlich von Nairobi in Kenia mit etwa 11.000 Einwohnern (Stand 1999). Murang’a ist die Hauptstadt des gleichnamigen Countys.

## Geschichte
In der Kolonialzeit hieß die Stadt Fort Hall. Um Murang’a wird vor allem Kaffee angebaut, in höheren Lagen auch Tee. Die Bewohner sind meist Kikuyu.

## Infrastruktur
Murang’a besitzt Banken, Tankstellen, eine Post, Hotels und Restaurants sowie mehrere Supermärkte und örtliche Märktplätze. 500 m nördlich der Stadt existiert ein District General Hospital. Die Thika Murang’a-Straße führt nach Nyeri und Nairobi. In der Stadtmitte gibt es einen Matatu-Bahnhof. Die Kathedrale zum hl. Herz Jesu stammt von 1902.

## Bildung
An die 800 Studenten besuchen die Schule und das Internat Murang’a High School. Diese Jungenschule, eine der ältesten in Kenia, wird seitens der katholischen Kirche betrieben. Das Medical Training College einen Kilometer außerhalb der Stadtmitte stammt von 1950, bildet Krankenschwestern aus und bietet als Abschluss Diplome in Klinischer Medizin.

## Söhne und Töchter der Stadt
- Philip Waruinge (1945–2022), Boxer
- Stephen Thega (1946–2021), Boxer
- Benson Gicharu (* 1985), Boxer